# Ejido Jiquilpan
Ejido Jiquilpan är en ort i Mexiko.   Den ligger i kommunen Mexicali och delstaten Baja California, i den nordvästra delen av landet, 2 200 km nordväst om huvudstaden Mexico City. Ejido Jiquilpan ligger 16 meter över havet och antalet invånare är 1 681.
Terrängen runt Ejido Jiquilpan är mycket platt. Runt Ejido Jiquilpan är det ganska tätbefolkat, med 58 invånare per kvadratkilometer. Närmaste större samhälle är Tecolots, 10,5 km nordost om Ejido Jiquilpan. Trakten runt Ejido Jiquilpan består till största delen av jordbruksmark.